# Danse du feu
Danse du feu er en fransk stumfilm fra 1899 af Georges Méliès.